# Cap Correntes
Le cap Correntes ou cap des Courants est un promontoire d'Afrique, à l'entrée du canal de Mozambique, au sud d'Inhambane, par 23° 55' latitude sud et 35° 31' longitude est. 
Il est ainsi nommé à cause du courant océanique du Mozambique, qui coule vers le sud, et a tendance à être exceptionnellement rapide à cet endroit et à tourbillonner avec impétuosité. 
Ce cap était le point sud extrême pour les navigateurs, qui n'allaient pas au-delà par peur de ne pas pouvoir revenir à cause de la violence des courants, jusqu'au franchissement du cap de Bonne Espérance par les marins portugais (1488).

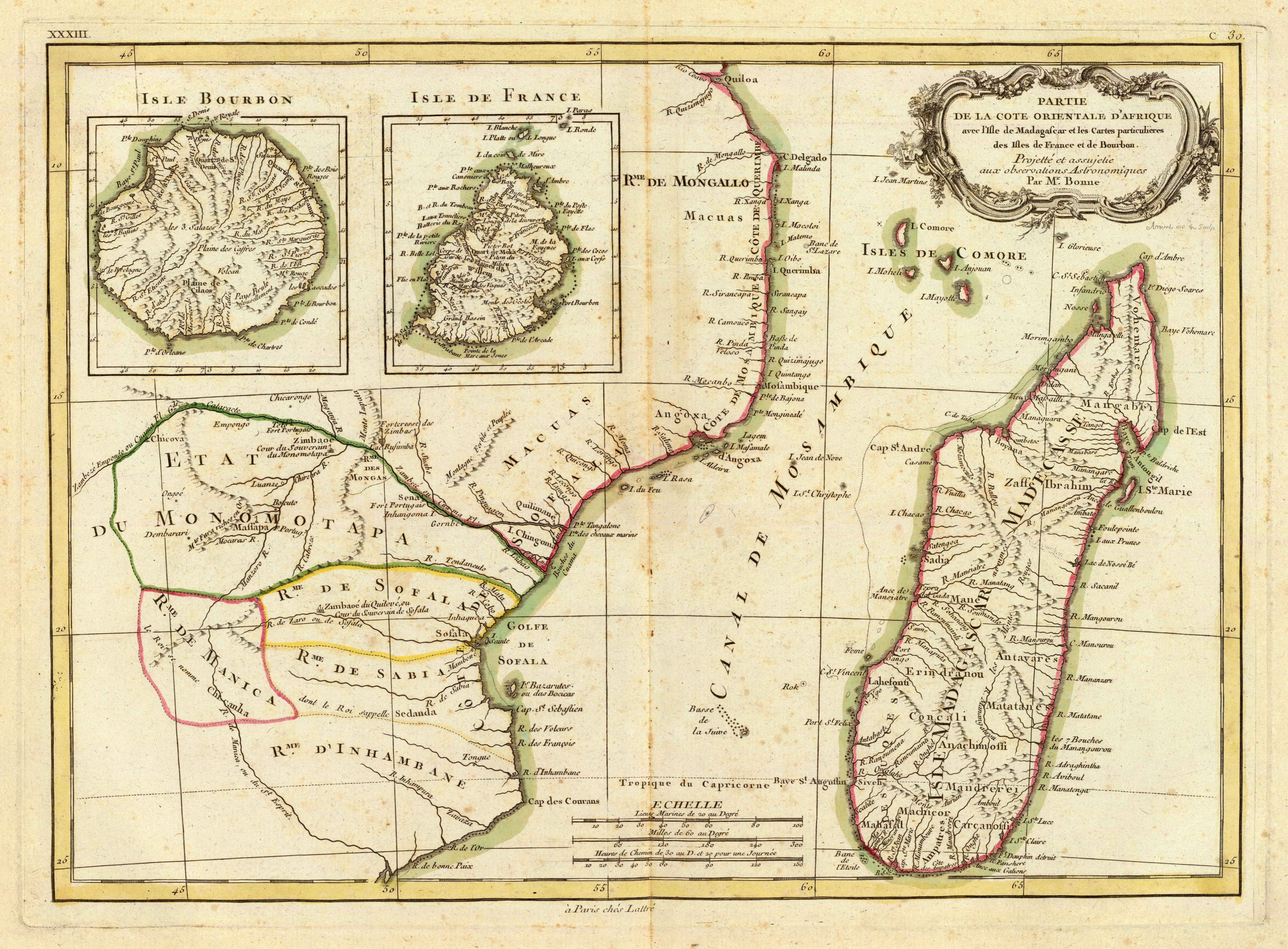
Le canal de Mozambique. Cap des courans sur la carte

## Source
Cet article comprend des extraits du Dictionnaire Bouillet. Il est possible de supprimer cette indication, si le texte reflète le savoir actuel sur ce thème, si les sources sont citées, s'il satisfait aux exigences linguistiques actuelles et s'il ne contient pas de propos qui vont à l'encontre des règles de neutralité de Wikipédia.